# Finestres gòtiques Can Cantallops
Les Finestres gòtiques Can Cantallops és una obra de Mataró (Maresme) protegida com a bé cultural d'interès local.

## Descripció
Masia de planta baixa i pis amb coberta a dues aigües. El desnivell del terreny fa que la façana de llevant presenti una planta baixa amb porxos i dues plantes pis. En aquesta façana se situen els dos finestrals gòtics protegits.